# Messor
Messor is een geslacht van mieren uit de onderfamilie Myrmicinae.

## Soorten
- M. abdelazizi Santschi, 1921
- M. aciculatus (Smith, F., 1874)
- M. aegyptiacus (Emery, 1878)
- M. alexandri Tohmé, G. & Tohmé, H., 1981
- M. andrei (Mayr, 1886)
- M. angularis Santschi, 1928
- M. antennatus Emery, 1908
- M. aphaenogasteroides Pisarski, 1967
- M. aralocaspius (Ruzsky, 1902)
- M. arenarius (Fabricius, 1787)
- M. atanassovii Atanassov, 1982
- M. barbarus (Linnaeus, 1767) - oogstmier
- M. beduinus Emery, 1922
- M. berbericus Bernard, 1955
- M. bernardi Cagniant, 1967
- M. bouvieri Bondroit, 1918
- M. boyeri Cagniant, 2006
- M. buettikeri Collingwood, 1985
- M. caducus (Victor, 1839)
- M. capensis (Mayr, 1862)
- M. capitatus (Latreille, 1798)
- M. carthaginensis Bernard, 1980
- M. caviceps (Forel, 1902)
- M. celiae Reyes, 1985
- M. cephalotes (Emery, 1895)
- M. ceresis Santschi, 1934
- M. clypeatus Kuznetsov-Ugamsky, 1927
- M. collingwoodi Bolton, 1982
- M. concolor Santschi, 1927
- M. crawleyi Santschi, 1928
- M. chamberlini Wheeler, W.M., 1915
- M. chicoensis (Smith, M.R., 1956)
- M. decipiens Santschi, 1917
- M. dentatus Santschi, 1927
- M. denticornis Forel, 1910
- M. denticulatus Santschi, 1927
- M. desertora He & Song, 2009
- M. diabarensis Arnoldi, 1970
- M. ebeninus Santschi, 1927
- M. eglalae Sharaf, 2007
- M. erectus Espadaler, 1998
- M. excursionis Ruzsky, 1905
- M. ferreri Collingwood, 1993
- M. foreli Santschi, 1923
- M. fraternus Ruzsky, 1905
- M. galla (Mayr, 1904)
- M. hebraeus Santschi, 1927
- M. hellenius Agosti & Collingwood, 1987
- M. himalayanus (Forel, 1902)
- M. hismai Collingwood & Agosti, 1996
- M. hispanicus Santschi, 1919
- M. hoggarensis Santschi, 1929
- M. ibericus Santschi, 1931
- M. incisus Stitz, 1923
- M. incorruptus Kuznetsov-Ugamsky, 1929
- M. inermis Kuznetsov-Ugamsky, 1929
- M. instabilis (Smith, F., 1858)
- M. intermedius Santschi, 1927
- M. julianus (Pergande, 1894)
- M. kasakorum Arnoldi, 1970
- M. kisilkumensis Arnoldi, 1970
- M. lamellicornis Arnoldi, 1968
- M. lariversi (Smith, M.R., 1951)
- M. lobicornis Forel, 1894
- M. lobognathus Andrews, 1916
- M. luebberti Forel, 1910
- M. luridus Santschi, 1927
- M. lusitanicus Tinaut, 1985
- M. maculifrons Santschi, 1927
- M. marikovskii Arnoldi, 1970
- M. marocanus Santschi, 1927
- M. medioruber Santschi, 1910
- M. melancholicus Arnoldi, 1977
- M. meridionalis (André, 1883)
- M. minor (André, 1883)
- M. muraywahus Collingwood & Agosti, 1996
- M. muscatus Collingwood & Agosti, 1996
- M. nahali Tohmé, G. & Tohmé, H., 1981
- M. niloticus Santschi, 1938
- M. nondentatus He & Song, 2009
- M. oertzeni Forel, 1910
- M. olegianus Arnoldi, 1970
- M. orientalis (Emery, 1898)
- M. perantennatus Arnoldi, 1970
- M. pergandei (Mayr, 1886)
- M. piceus Stitz, 1923
- M. picturatus Santschi, 1927
- M. planiceps Stitz, 1917
- M. postpetiolatus Santschi, 1917
- M. regalis (Emery, 1892)
- M. reticuliventris Karavaiev, 1910
- M. rufotestaceus (Foerster, 1850)
- M. rufus Santschi, 1923
- M. ruginodis Stitz, 1916
- M. rugosus (André, 1881)
- M. sanctus Emery, 1921
- M. sanganus Collingwood & Agosti, 1996
- M. sculpturatus Carpenter, 1930
- M. semirufus (André, 1883)
- M. semoni (Forel, 1906)
- M. smithi (Cole, 1963)
- M. sordidus (Forel, 1892)
- M. stoddardi (Emery, 1895)
- M. striatellus Arnoldi, 1970
- M. striaticeps (André, 1883)
- M. striatifrons Stitz, 1923
- M. striativentris Emery, 1908
- M. striatulus (Emery, 1891)
- M. structor (Latreille, 1798)
- M. subgracilinodis Arnoldi, 1970
- M. sultanus Santschi, 1917
- M. syriacus Tohmé, G., 1969
- M. testaceus Donisthorpe, 1950
- M. timidus Espadaler, 1997
- M. tropicorum Wheeler, W.M., 1922
- M. turcmenochorassanicus Arnoldi, 1977
- M. valentinae Arnoldi, 1970
- M. variabilis Kuznetsov-Ugamsky, 1927
- M. vaucheri Emery, 1908
- M. vicinus Kuznetsov-Ugamsky, 1927
- M. wasmanni Krausse, 1910